# Seleção Angolana de Futebol

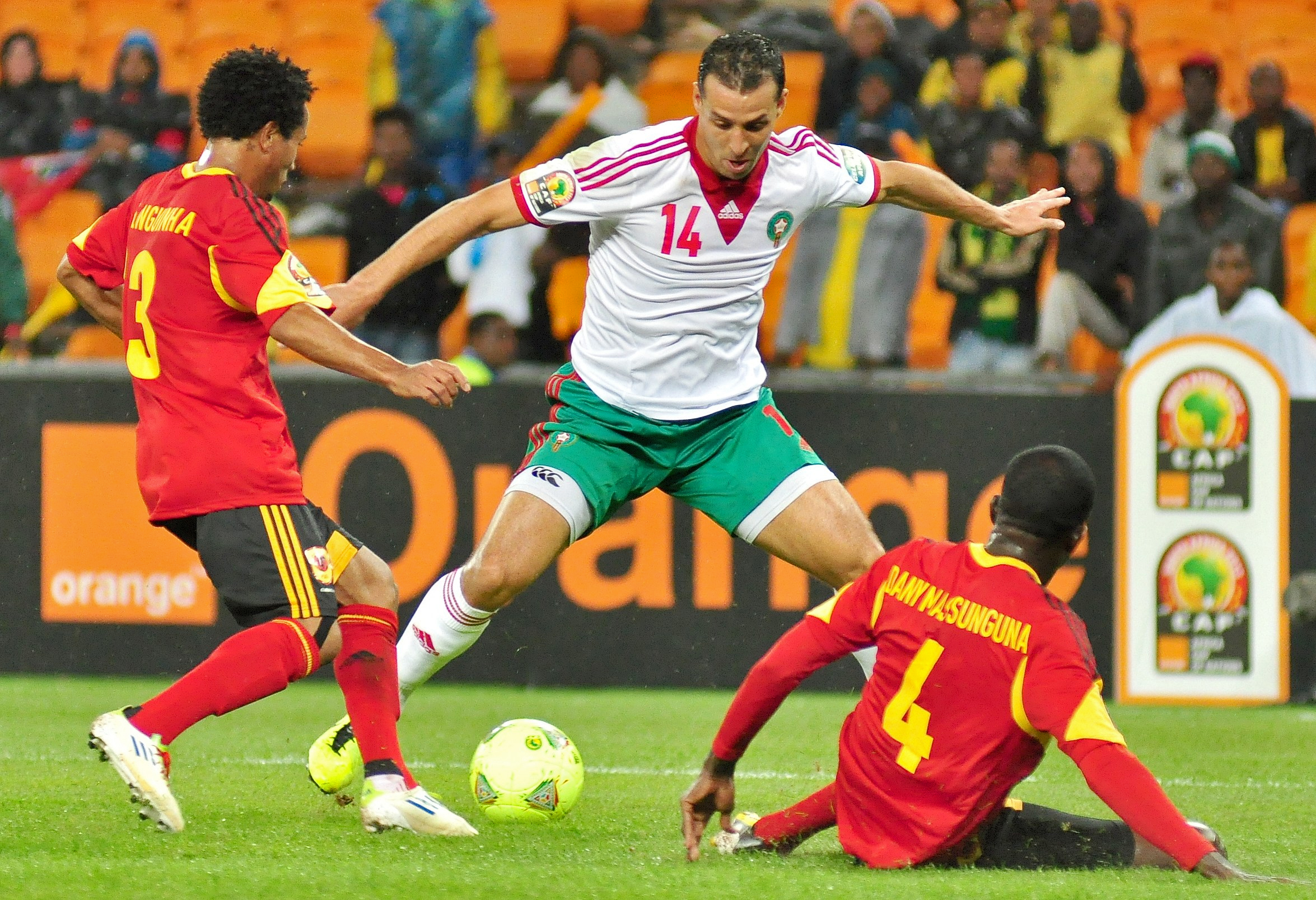
Partida entre Angola e Marrocos no Campeonato Africano das Nações de 2013.

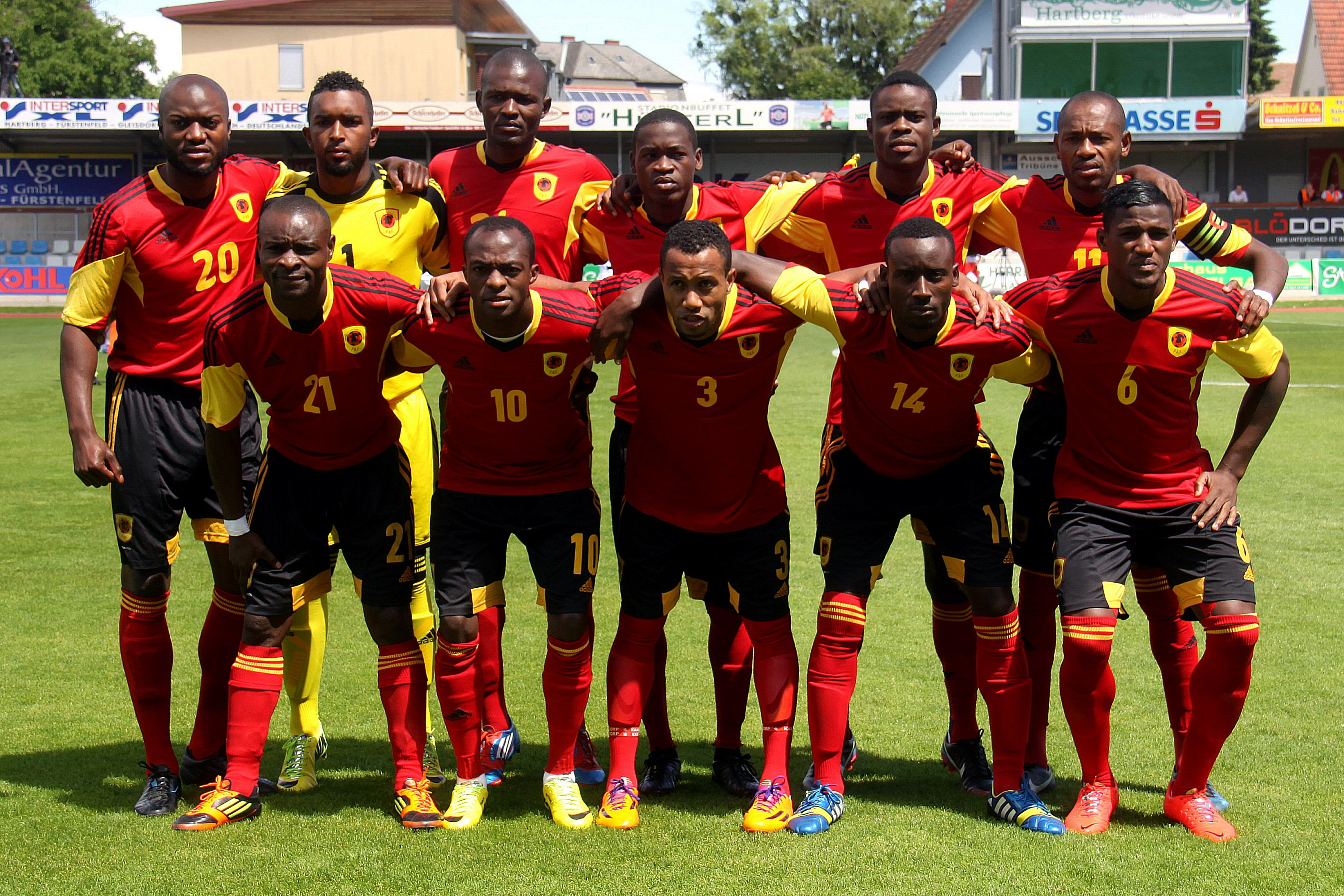
Seleção Angolana em 2014.

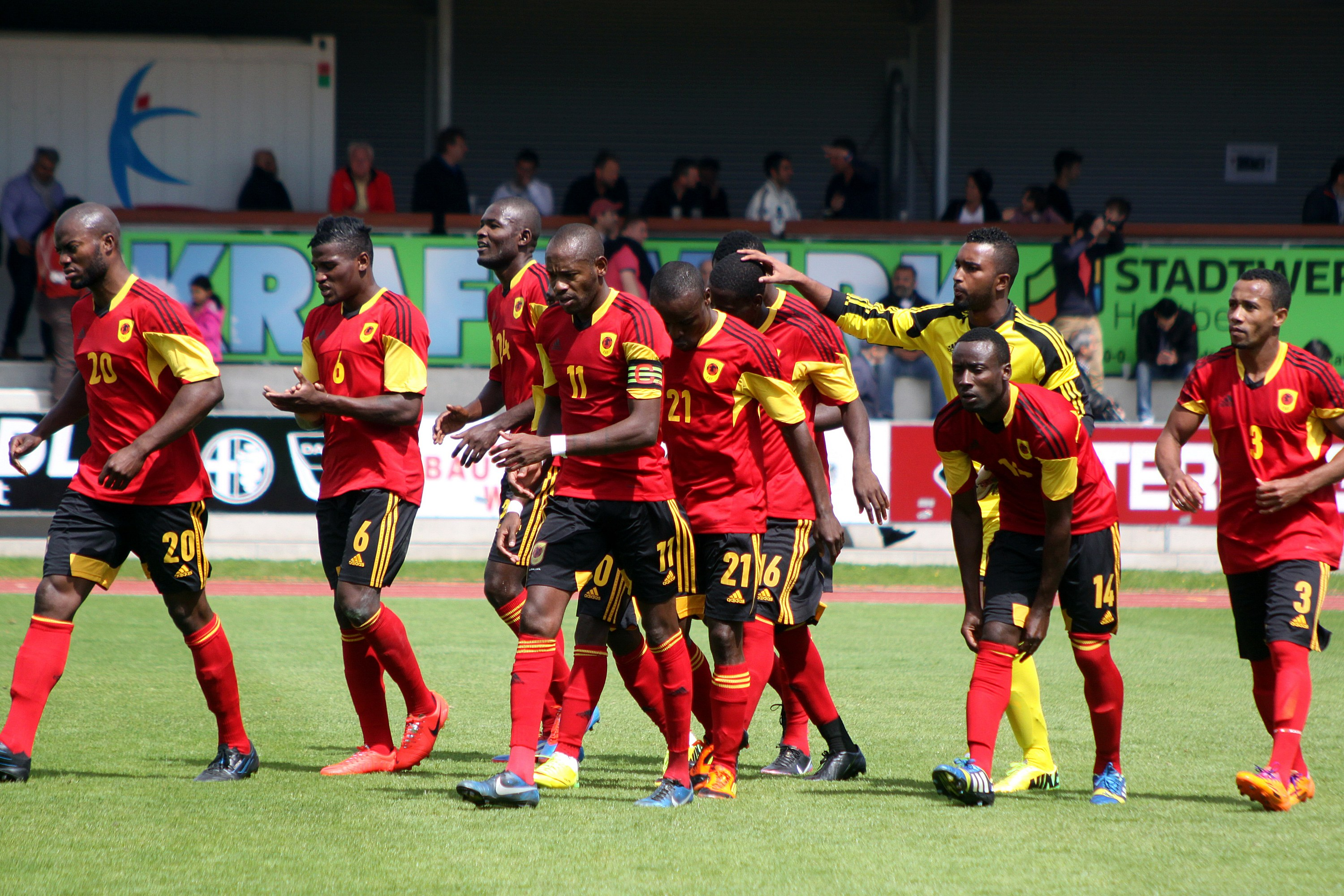
Jogadores comemorando.

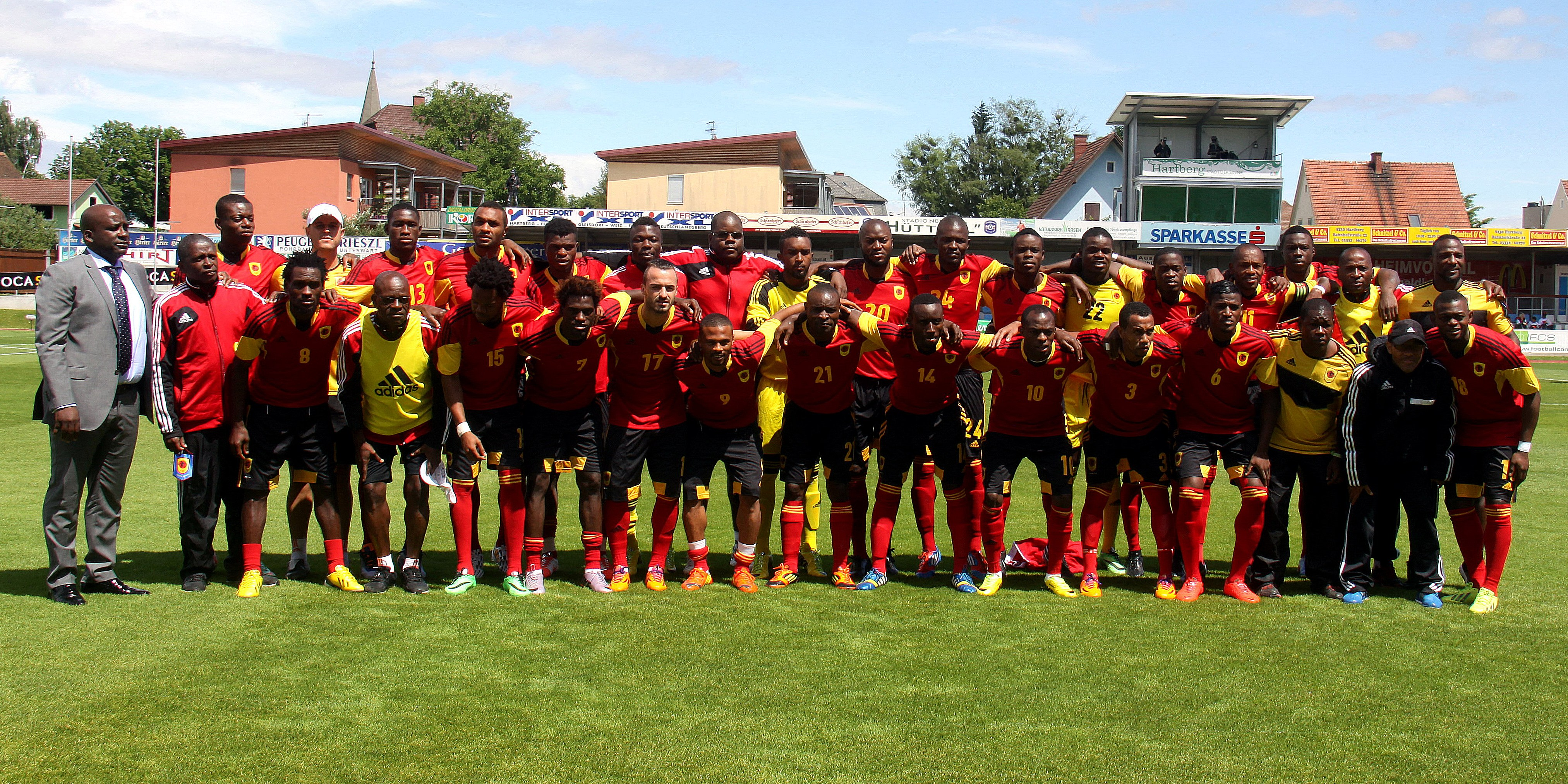
Seleção angolana durante um amistoso contra o Irão em 2014.

A Seleção Angolana de Futebol, conhecida como as Palancas Negras, é a equipe nacional de Angola e é controlada pela Federação Angolana de Futebol. Ela é filiada à FIFA, CAF e à COSAFA. Em 8 de outubro de 2005, Angola classificou-se para a Copa do Mundo pela primeira vez na sua história. Na Copa do Mundo de 2006, sob a liderança de Luís de Oliveira Gonçalves, teve uma passagem menos conseguida, não tendo passado da fase de grupos com uma derrota diante de Portugal e empates diante do México e do Irão.

## História
Angola jogou o seu primeiro jogo contra o Congo em 8 de fevereiro de 1976, e perdeu por 3-2.
Angola qualificou-se para o seu primeiro CAN em 1996. Onde foram sorteados no Grupo A com a África do Sul, Egito e os Camarões. Eles perderam seus primeiros dois jogos para o Egito e a África do Sul, mas conseguiu um empate 3-3 contra os Camarões. Terminaram no último lugar do grupo e não alcançou os Quartos de Final. Angola qualificou-se para o seu segundo CAN consecutivo, em 1998, mas, novamente, não conseguiu chegar aos Quartos de Final, dois empates e uma derrota, 0-0 com a África do Sul e Namíbia, com 3-3 e perdendo por 5-2 com a Costa do Marfim.
Depois de perder os últimos 3 torneios, se qualificaram para o CAN de 2006. Tiveram a sua primeira vitória no Campeonato Africano das Nações, ao vencerem o Togo, ganhando por 3-2, com dois gols vindo de Flávio e o outro vindo de Maurito. Eles também empataram 0-0 contra a RDC e perdeu 3-1 contra os Camarões. Angola teve o seu melhor desempenho no CAN de 2008. Foram sorteados no Grupo D com a Tunísia, a África do Sul e Senegal. tendo empatado por 1-1 e 0-0 com a África do Sul e a Tunísia, então derrotando o Senegal por 3-1, com dois gols vindo de Manucho. Nos quartos de final foram derrotados pelos eventuais campeões, o Egito, por 2-1 mas o próprio Manucho marcou novamente, terminando com quatro golos no total.
Angola também venceu a Taça COSAFA em 1999, 2001 e 2004.

### Copas do Mundo

#### Qualificação para Copas do Mundo no México 1986
Artigo principal: Classificação da CAF para a Copa do Mundo de 1986
Ele teria seu primeiro empate em Julho de 1984, qualificando curso para a Copa do Mundo FIFA de 1986, realizada em México. A equipe enfrentaria no primeiro turno contra o Senegal. O primeiro jogo foi em Luanda, a capital de Angola , onde as alavancas pretas venceram por 1-0. No retorno, em Dakar, capital do Senegal, ganharia o lugar, também por 1-0. Por ter o mesmo número de golos em golos marcados fora, e ficar com os mesmos objectivos em tempo extra, eles iriam para penalidades, onde Angola iria ganhar 4-3.
No segundo turno, enfrentou a Argélia, que na década de 1980 disputou os Jogos Olímpicos de Moscovo em 1980 e foi vice-campeã da Copa Africana de 1980. Na primeira partida, a partida terminaria em 0 a 0 em solo angolano. Na partida de volta, disputada em Argel, o time árabe venceria por 3 a 2, eliminando Angola em seu primeiro empate.

#### Qualificação para Copa do Mundo na Itália 1990
Artigo principal: Classificação do CAF para a Copa do Mundo de 1990
Ele jogaria novamente em 1988, na primeira rodada contra o Sudão, vencedor da Copa Africana em 1970 . Na primeira mão, em Angola, empataria a 0 e, no regresso a Cartum, Angola ganharia 1-2, qualificando-se para a segunda volta.
Ele se encaixaria no grupo C ao lado das selecções de Camarões, Gabão e Nigéria . No primeiro encontro, eu conseguiria um grande empate contra o poderoso Camarões. Ele iria empatar no dia seguinte contra a Nigéria, desta vez 2-2. Sua primeira vitória no grupo foi contra o Gabão por 2-0, embora mais tarde perderiam os seguintes 3 jogos (com Camarões 1-2, com Nigéria 1-0 e com Gabão 1-0), permanecendo, em terceiro lugar com 4 pontos, voltando a estar fora das eliminatórias.

#### Qualificação para Copa do Mundo nos Estados Unidos 1994
Artigo principal: Classificação do CAF para a Copa do Mundo de 1994
Nas eliminatórias para a Copa do Mundo de 1994 nos Estados Unidos, a equipe angolana recomeçaria no primeiro turno, desta vez na fase de grupos, permanecendo no Grupo C com Egito, Serra Leoa, Togo e Zimbábue. Não se qualificaria para a rodada final, pois obteve 4 pontos, produto de 1 vitória, 2 empates e 2 derrotas, ficando em terceiro lugar. Esta seria a primeira vez que o time de Angola está fora das eliminatórias do primeiro turno.

#### Qualificação para Copa do Mundo na França 1998
Artigo principal: Classificação do CAF para a Copa do Mundo de 1998
Angola jogaria no primeiro turno contra o Uganda. O global teria um 5-1 convincente a favor de Angola, passando para o segundo turno.
Ele jogaria no Grupo 4 com Camarões, Togo e Zimbábue (todos os rivais nas eliminatórias anteriores, os dois últimos na última rodada). Começaria com uma vitória por 2-1 contra o Zimbabwe no primeiro encontro e um empate 1-1 contra os Camarões. Voltaria à vitória com um 3-1 contra o Togo, mas empataria os 3 dias seguintes. Apesar de não receber derrotas, ficou em segundo lugar com 10 pontos, atrás de Camarões, ficando fora do mundial de 1998 pela quarta vez consecutiva.

#### Qualificação para Copas do Mundo na Coreia do Japão 2002

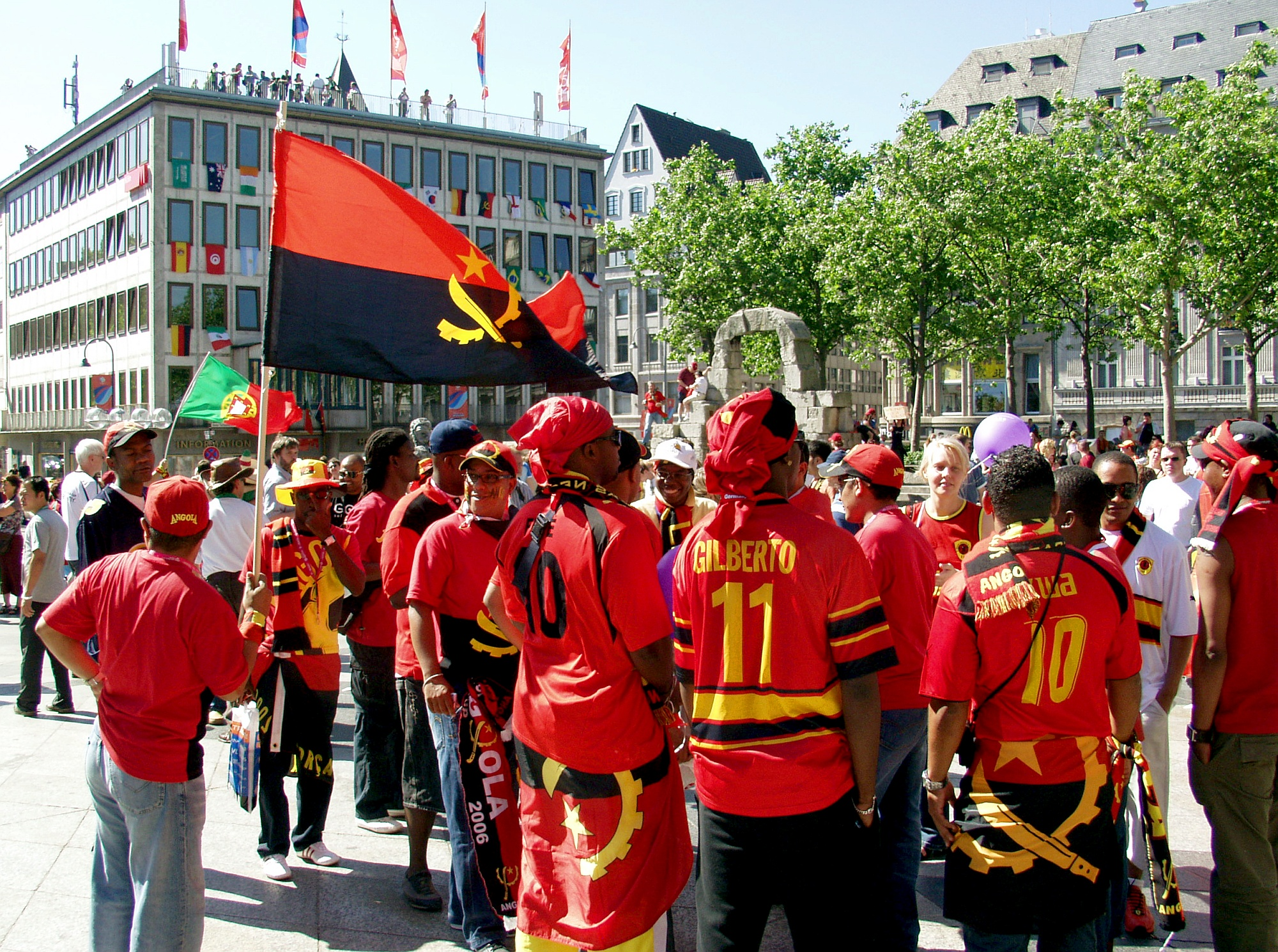
Adeptos da Seleção de Angola na Copa do Mundo de 2006 na cidade de Colônia.

Artigo principal: Classificação da CAF para a Copa do Mundo de 2002
Angola iria novamente competir nas eliminatórias em 2000 , competindo no primeiro turno. Seu rival seria a Suazilândia , que fez seu segundo empate em sua história. Na primeira mão, na Suazilândia, Angola ganharia por 0-1, enquanto no retorno, venceria por 7-1, sendo esta a maior vitória da história da selecção sul-africana.
Já no segundo turno, jogaria no grupo A, juntamente com o já conhecido pelo seleccionado angolano, Camarões, Líbia, Togo (outra selecção que já jogou várias vezes com Angola) e Zâmbia. Começaria com uma vitória por 2-1 sobre a Zâmbia, mas perderia no dia seguinte contra os Camarões por uma vitória por 3-0. Ele retornaria à vitória contra a Líbia com um 3-1, empatou no dia seguinte contra o Togo, e alcançaria uma grande vitória por 2-0 contra Camarões. Nos últimos dois dias, seria contra a Líbia e o Togo. Apesar de colher uma boa quantidade de pontos, voltaria a ficar em segundo com 13 pontos, 6 pontos abaixo do classificado Camarões.

#### Qualificação para Copa do Mundo na Alemanha 2006
Artigo principal: Classificação da CAF para a Copa do Mundo de 2006
Nestas eliminatórias, Angola seria medida no primeiro turno contra o Chade. Na primeira mão, o Chade conseguiu uma vitória por 3-1, mas no regresso, Angola ganharia por 2-0. Para o golo fora, Angola iria para o segundo turno.
No segundo turno, Angola jogaria no grupo 4, contra a Argélia, o Gabão, a poderosa seleção da Nigéria, Ruanda e Zimbábue. Estaria empatado no primeiro dia contra a Argélia 0-0, e no dia seguinte obteria uma grande vitória frente à Nigéria, uma das seleções mais poderosas do continente. Ele perderia apenas uma vez no grupo (1-0 contra o Zimbábue), vencendo 6 partidas e empatando 3. Então, ele se classificaria para sua primeira Copa do Mundo.

##### Copa do mundo de futebol 2006
| Pos | Equipe   | Pts | J | V | E | D | GP | GC | SG | Classificado      |
| --- | -------- | --- | - | - | - | - | -- | -- | -- | ----------------- |
| 1   | Portugal | 9   | 3 | 3 | 0 | 0 | 5  | 1  | +4 | Fase eliminatória |
| 2   | México   | 4   | 3 | 1 | 1 | 1 | 4  | 3  | +1 | Fase eliminatória |
| 3   | Angola   | 2   | 3 | 0 | 2 | 1 | 1  | 2  | −1 | Eliminado         |
| 4   | Irã      | 1   | 3 | 0 | 1 | 2 | 2  | 6  | −4 | Eliminado         |

Artigo principal: Angola na Copa do Mundo de 2006
Em seu primeiro mundial foi colocado no grupo D, em frente às eleições do Irão, México e Portugal.
No primeiro jogo, enfrentaram a Selecção de Portugal, mas perderam por 0-1 com o gol de Pedro Pauleta aos 4 minutos.
| Em junho novembro de 2006 , 21:00 | Angola | 0: 1 (0: 1)0: 1 | Portugal | Copa do Mundo Est. , Colônia | [ show ] |

No segundo dia, eu conseguiria um bom empate contra o México por 0-0.
| Como 16 junho de 2006 , 21:00 | México | 0: 0 | Angola | Copa do Mundo Est. , Hannover | [ show ] |

Terminando a fase de grupos, empate 1 contra o Irã. O primeiro gol da história de Angola no mundo foi convertido por Flávio Amado.
| Como 21 de junho de 2006 , 16:00 | Irã | 1: 1 (0: 0)0: 1 | Angola | Zentralstadion , Leipzig | [ show ] |

Assim, na sua primeira Copa do Mundo, o Angola terminou em terceiro com 2 pontos, sendo eliminado na fase de grupos.

#### Qualificação para Copa do Mundo na África do Sul 2010
Artigo principal: Classificação da CAF para a Copa do Mundo de 2010
Depois de ter a sua primeira Copa do Mundo, Angola foi uma das favoritas para se classificar para a Copa do Mundo na África do Sul. Na primeira fase, foi colocado no grupo 3 com seleções de Benin, Níger e Uganda. Ele ganharia 2 vitórias nos primeiros 2 dias contra o Benin e o Uganda. Depois, ele teria apenas 1 ponto em 9 possíveis (perdeu 3-1 para o Uganda, empatou 0-0 com o Uganda outra vez e perdeu por 3-2 para o Benim). No final, ele venceria por 3-1 contra o Níger. Com estes resultados, Angola ficaria em segundo lugar com 10 pontos, sendo eliminado na primeira fase pela segunda vez, e sendo uma decepção para muitos, depois de ter conseguido se classificar para a Copa do Mundo de 2006.

#### Qualificação para Copa do Mundo no Brasil 2014
Artigo principal: Classificação do CAF para a Copa do Mundo de 2014
Angola iria jogar a segunda fase no grupo J, juntamente com a Libéria, Senegal e Uganda. Ele empataria os 4 primeiros jogos contra o Uganda (1-1), Libéria (0-0) e Senegal duas vezes (ambas as vezes 1-1). Corte a raia de jogos empatados em 2-1 contra o Uganda e terminando a fase de grupos com uma vitória por 3-0 para a Libéria, alinhando um jogador inelegível para a Libéria. Assim, Angola ficou em terceiro com 7 pontos, sendo novamente eliminado na classificação.

#### Qualificação para Copa do Mundo na Rússia 2018
Artigo principal: Classificação do CAF para a Copa do Mundo de 2018.
Angola voltou a se classificar directamente para a segunda rodada das eliminatórias. Desta vez, seu rival seria a África do Sul. Na primeira partida, a África do Sul venceria os visitantes por 1 a 3, enquanto no retorno voltaria a vencer, desta vez por 1 a 0 com um gol fantástico de Migue Llave.

## Resultados

### Copa do Mundo FIFA
| Ano       | Rodada               | Posição              | PJ                   | PG                   | PE                   | PP                   | GF                   | GC                   |
| --------- | -------------------- | -------------------- | -------------------- | -------------------- | -------------------- | -------------------- | -------------------- | -------------------- |
| 1930–1982 | Sem participação     | Sem participação     | Sem participação     | Sem participação     | Sem participação     | Sem participação     | Sem participação     | Sem participação     |
| 1986–2002 | Não foi classificado | Não foi classificado | Não foi classificado | Não foi classificado | Não foi classificado | Não foi classificado | Não foi classificado | Não foi classificado |
| 2006      | Fase de grupos       | 23°                  | 3                    | 0                    | 2                    | 1                    | 1                    | 2                    |
| 2010–2022 | Não foi classificado | Não foi classificado | Não foi classificado | Não foi classificado | Não foi classificado | Não foi classificado | Não foi classificado | Não foi classificado |
| 2026      | A disputar           | A disputar           | A disputar           | A disputar           | A disputar           | A disputar           | A disputar           | A disputar           |
| Total     | 1/23                 | 63 °                 | 3                    | 0                    | 2                    | 1                    | 1                    | 2                    |

## Uniformes
| Copa do Mundo FIFA de 2006                                                    | Copa do Mundo FIFA de 2006                                                    | Copa do Mundo FIFA de 2006 | Copa do Mundo FIFA de 2006 |
| ----------------------------------------------------------------------------- | ----------------------------------------------------------------------------- | -------------------------- | -------------------------- |
| 1º Uniforme                                                                   | 2º Uniforme                                                                   |                            |                            |
| Cores do Time · Cores do Time · Cores do Time · Cores do Time · Cores do Time | Cores do Time · Cores do Time · Cores do Time · Cores do Time · Cores do Time |                            |                            |
| Puma                                                                          |                                                                               |                            |                            |

| Campeonato Africano das Nações de 2008                                        | Campeonato Africano das Nações de 2008                                        | Campeonato Africano das Nações de 2008 | Campeonato Africano das Nações de 2008 |
| ----------------------------------------------------------------------------- | ----------------------------------------------------------------------------- | -------------------------------------- | -------------------------------------- |
| 1º Uniforme                                                                   | 2º Uniforme                                                                   |                                        |                                        |
| Cores do Time · Cores do Time · Cores do Time · Cores do Time · Cores do Time | Cores do Time · Cores do Time · Cores do Time · Cores do Time · Cores do Time |                                        |                                        |
| Puma                                                                          |                                                                               |                                        |                                        |

| Campeonato Africano das Nações de 2010                                        | Campeonato Africano das Nações de 2010                                        | Campeonato Africano das Nações de 2010 | Campeonato Africano das Nações de 2010 |
| ----------------------------------------------------------------------------- | ----------------------------------------------------------------------------- | -------------------------------------- | -------------------------------------- |
| 1º Uniforme                                                                   | 2º Uniforme                                                                   |                                        |                                        |
| Cores do Time · Cores do Time · Cores do Time · Cores do Time · Cores do Time | Cores do Time · Cores do Time · Cores do Time · Cores do Time · Cores do Time |                                        |                                        |
| Puma                                                                          |                                                                               |                                        |                                        |

| Campeonato Africano das Nações de 2012                                        | Campeonato Africano das Nações de 2012                                        | Campeonato Africano das Nações de 2012 | Campeonato Africano das Nações de 2012 |
| ----------------------------------------------------------------------------- | ----------------------------------------------------------------------------- | -------------------------------------- | -------------------------------------- |
| 1º Uniforme                                                                   | 2º Uniforme                                                                   |                                        |                                        |
| Cores do Time · Cores do Time · Cores do Time · Cores do Time · Cores do Time | Cores do Time · Cores do Time · Cores do Time · Cores do Time · Cores do Time |                                        |                                        |
| adidas                                                                        |                                                                               |                                        |                                        |

| \| Campeonato Africano das Nações de 2013 \| Campeonato Africano das Nações de 2013 \| Campeonato Africano das Nações de 2013 \| Campeonato Africano das Nações de 2013 \| \| -------------------------------------- \| -------------------------------------- \| -------------------------------------- \| -------------------------------------- \| \| 1º Uniforme \| 2º Uniforme \| \| \| \| \| \| \| \| \| Adidas \| \| \| \| |                                                                               |
| Campeonato Africano das Nações de 2013 |                                                                               |
| 1º Uniforme | 2º Uniforme                                                                   |
| Cores do Time · Cores do Time · Cores do Time · Cores do Time · Cores do Time | Cores do Time · Cores do Time · Cores do Time · Cores do Time · Cores do Time |
| Adidas |                                                                               |

### Material esportivo
| Fornecedor  | Período       |
| ----------- | ------------- |
| Hummel      | 1992–1994     |
| Olympic     | 1995–1996     |
| Adidas      | 1997–1999     |
| Devis Sport | 2000–2001     |
| Saillev     | 2002–2003     |
| Olympic     | 2004–2005     |
| Puma        | 2006–2012     |
| Adidas      | 2012–2018     |
| Puma        | 2018–2019     |
| Lacatoni    | 2019–presente |

## Treinadores
| - József Szabó (? – ?) - Zlatko Škorić (? – ?) - Ruben Garcia (? –1988) - Carlos Queirós (1988–?) - Jesualdo Ferreira (1989) - Dušan Kondić (? –1993) - Arlindo Branco (1993–?) - Carlos Alhinho (1994–1995) - Professor Neca (1996–1998) | - Carlos de Abreu (1998) - Veselin Jelušić (1998) - Djalma Cavalcante (1999) - Carlos Alhinho (2000) - Mário Calado (2000–2001) - Ismael Kurtz (2002–2003) - Luís Oliveira Gonçalves (2003–2008) - Mabi de Almeida (2008–2009) - Manuel José (2009–2010) | - Hervé Renard (2010) - Zeca Amaral (2010) - Lito Vidigal (2011–2012) - Romeu Filemón (2012 - interino) - Gustavo Ferrín (2012–2013) - Romeu Filemón (2014–2015) - José Kilamba (2016–2017) - Beto Bianchi (2017–2018) - Srđan Vasiljević (2018–) |

## Títulos
| CONTINENTAIS | CONTINENTAIS | CONTINENTAIS | CONTINENTAIS                  |
|              | Competição   | Vezes        | Ano                           |
| ------------ | ------------ | ------------ | ----------------------------- |
|              | Copa COSAFA  | 5            | 1999, 2001, 2004, 2024 e 2025 |

### Outros Titulos
- CAN  Sub-21: 1 vez - 2001

### Campanhas de destaque
- Campeonato das Nações Africanas:
  - Medalha de prata - CHAN 2011

- Jogos da Lusofonia:
  - Medalha de prata - 2006
  - Medalha de bronze - 2009

- Jogos da CPLP:
  - Medalha de prata - 2014
  - Medalha de bronze - 2012